# Too Much (Lied)
Too Much (englisch für „Zu viel“) ist ein Lied der britischen Girlgroup Spice Girls. Es erschien im November 1997 auf ihrem zweiten Studioalbum Spiceworld und wurde im Dezember des gleichen Jahres als die zweite Singleauskopplung aus diesem Album veröffentlicht.

## Entstehung und Veröffentlichung
Wie bereits Who Do You Think You Are entstand auch Too Much in Zusammenarbeit der Spice-Girls-Mitglieder Victoria Adams, Melanie Brown, Emma Bunton, Melanie Chisholm und Geri Halliwell sowie Andy Watkins und Paul Wilson vom britischen Musikproduzenten- und Songwriterteam Absolute.
Die Erstveröffentlichung von Too Much erfolgte am 3. November 1997 als Teil von Spiceworld bei Virgin Records (Katalognummer: 8451112), dem zweiten Studioalbum der Band. Am 8. Dezember 1997 erschien das Lied als zweite Singleauskopplung aus dem Album. Der ersten Version, auf Kassette und im Standard-CD-Singleformat erschienen, war eine exklusive PlayStation-Postkarte zum damals erscheinenden Videospiel Spice World der Gruppe beigefügt. Sie enthielt die Radioversion des Stücks, einen Remix von Spice Up Your Life und den Non-Album-Track Outer Space Girls – geschrieben von den Spice Girls zusammen mit Matt Rowe und Richard Stannard (Katalognummer: 7243 8 94744 2 8). Die zweite Version, die als Standard-CD-Single erschien, enthielt die Radioversion, eine Orchesterversion und Walk of Life, einen weiteren Non-Album-Track, den die Spice Girls wie Too Much in Zusammenarbeit mit Andy Watkins und Paul Wilson geschrieben hatten (Katalognummer: 7243 8 94743 2 9). In den Vereinigten Staaten wurde die Single am 27. Januar 1998 veröffentlicht, diese entsprach der ersten europäischen Singleversion, wobei Outer Space Girls dort nicht enthalten war (Katalognummer: 7087 6 13106 2 7).

## Hintergrund
Wie alle Lieder auf Spiceworld, dem zweiten Album der Spice Girls, entstand auch Too Much inmitten der hektischen Dreharbeiten zu ihrem Film Spiceworld – Der Film. Dazu stand ihnen ein in einem Wohnwagen eingerichtetes mobiles Aufnahmestudio zur Verfügung, das ihnen von Drehort zu Drehort folgte und in dem die Spice Girls zwischen den Dreharbeiten ihre Gesangsparts aufnehmen konnten.
Das Konzept zu Too Much stammt hauptsächlich aus der Feder von Geri Halliwell, während die Gruppe Spiceworld in einem geschlossenen Set in den Londoner Docklands drehte, das ständig von Fans und Sensationsreportern belagert wurde. Als Halliwell das Set verließ und auf dem Rücksitz eines Autos saß, begann sie, ein paar Zeilen in ein Notizbuch zu kritzeln, in dem es darum ging, „dass Liebe blind ist und dass Worte, die tiefgründig erscheinen, bedeutungslos sein können“. Die anderen Mitglieder halfen dann, das Lied fertigzustellen. Halliwell, inspiriert von einem T-Shirt mit der Aufschrift „What part of no don’t you understand?“, schrieb den Mittelteil des Lieds mit Melanie Chisholm im Studio von Paul Wilson und Andy Watkins in Richmond, London. Wilson kommentierte das Lied: „Geri kam herein und sang: ‚Too much of something/Da-da-da-da-da... Richtig. Okay. Hast du das verstanden?‘ Wir begannen daran zu arbeiten und wollten eine Art Doo Wop-Song machen. Also bauten wir diesen Backing Track und dann kamen die anderen dazu – es war ein ziemlich guter Tag – und nach und nach begannen sie, ihre kleinen Teile beizusteuern.“
Absolute strukturierten das Lied nach alten Doo-Wop-Songs als Vorlage. Das Format sah vor, dass Emma Bunton den hohen Teil sang, Melanie Brown, Victoria Beckham und Halliwell die tiefen und mittleren Teile und Chisholm die Ad-libs hinzufügte. Wilson und Watkins arbeiteten hartnäckig mit den Gruppenmitgliedern, die gerade am Drehort zur Verfügung standen. Danach war eine beträchtliche Menge an Produktionsarbeit erforderlich, bevor das Stück seine endgültige Form erreichte.

## Inhalt
Too Much ist eine Pop-Ballade mit Einflüssen von Contemporary R&B und Doo-Wop. Sie ist in der Tonart A-Dur geschrieben, mit einem im Doo-Wop häufig verwendeten zusammengesetzten Vierfachtakt und bewegt sich in einem langsamen Tempo von 80 Schlägen pro Minute.
Das Lied ist als Strophe-Refrain-Form mit einer Bridge vor dem dritten Refrain aufgebaut und ist mit einer Gitarre sowie Blechblas- und Streichinstrumenten besetzt. Es beginnt mit einer instrumentalen Einleitung und einer Akkordfolge, die auch im ersten Teil der Strophen und im Refrain verwendet wird. Melanie Brown und Emma Bunton singen die ersten Zeilen der ersten Strophe; die Akkordfolge ändert sich dann im letzten Teil der Strophe, der von Melanie Chisholm gesungen wird. Nach dem Refrain wiederholt sich das gleiche Muster bis hin zum zweiten Refrain, wobei Halliwell, Victoria Adams und Chisholm die zweite Strophe singen. Während Chisholm die Bridge singt, fügt der Rest der Gruppe die hohe Harmonie hinzu. Die Gruppe singt den Refrain zweimal und wiederholt im Anschluss mehrmals einen Adlib-Gesang, während das Lied ausklingt. Die Albumversion, die 40 Sekunden länger ist als die Radioversion, enthält am Ende des Stücks einen Instrumentalabschnitt.

## Musikvideo
Das Musikvideo zu Too Much entstand im November 1997 unter der Regie von Howard Greenhalgh in einem Londoner Studio. Das Video zeigt jedes Spice Girl in einer eigenen Szene, inspiriert von ihren eigenen Filmfantasien. Melanie Brown ist zu sehen, wie sie in einer industriellen postapokalyptischen Kriegsszene auf einem mit Munition bestückten Panzer singt, in einem Abschnitt, der auf dem Film Mad Max – Jenseits der Donnerkuppel (1985) basiert. Emma Bunton ist in einem Schlafzimmer zu sehen, in einen weißen Pyjama gekleidet, während Gegenstände wie von selbst um sie herumschweben; ihre Szene basiert auf Poltergeist (1982). Melanie Chisholm ist in Chinatown zu sehen, in ein rotes Cheongsam und schwarze Hosen gekleidet, ihr Haar ist zu einem langen Pferdeschwanz mit roten Strähnen gebunden; ihre Szene basiert auf Im Jahr des Drachen (1985). Geri Halliwell ist in einer Schwarz-Weiß-Szene zu sehen, die auf Rita Hayworths Darstellung in Gilda (1946) basiert. Sie tritt auf einer rauchigen Bühne in einem langen, weißen Paillettenkleid auf, während eine Gruppe von Matrosen um sie herum tanzt. Victoria Adams ist in einem Raketensilo neben einer rauchenden Rakete zu sehen; in einen schwarzen Catsuit gekleidet und mit einem langen Pferdeschwanz stellt sie Catwoman aus Batmans Rückkehr (1992) dar.
Das Musikvideo feierte am 2. Dezember 1997 auf dem amerikanischen Fernsehsender UPN als Teil einer einstündigen Sondersendung mit dem Titel Too Much Is Never Enough Premiere. Es gibt zwei Versionen des Musikvideos: die Originalversion und eine Version mit Szenen aus dem 1997 erschienenen Film Spiceworld der Gruppe; letztere ist auch auf der Bonus-DVD enthalten, die der Special Edition ihres Albums Greatest Hits von 2007 beiliegt.

## Kommerzieller Erfolg

### Chartplatzierungen
Too Much debütierte am 21. Dezember 1997 an der Spitze der britischen Singlecharts und wurde nach 2 Become 1 die zweite aufeinanderfolgende Nummer-eins-Weihnachtssingle der Spice Girls. Damit waren sie gleichzeitig die erste Gruppe im Vereinigten Königreich, die mit ihren ersten sechs Singles Platz eins erreichte und die erste, die fünfmal hintereinander an der Spitze der Charts debütierte. In den Vereinigten Staaten erreichte Too Much Platz neun und wurde dort die vierte und letzte Top-10-Single der Gruppe.
Außerdem erreichte das Lied Top-10-Platzierungen in Australien (Rang 9), Dänemark (Rang 7), Finnland (Rang 3), Irland (Rang 4), Italien (Rang 4), Neuseeland (Rang 9) und Spanien (Rang 9).
| ChartsChartplatzierungen       | Höchstplatzierung | Wochen |
| ------------------------------ | ----------------- | ------ |
| Deutschland (GfK)              | 21 (12 Wo.)       | 12     |
| Österreich (Ö3)                | 15 (12 Wo.)       | 12     |
| Schweiz (IFPI)                 | 18 (12 Wo.)       | 12     |
| Vereinigte Staaten (Billboard) | 9 (20 Wo.)        | 20     |
| Vereinigtes Königreich (OCC)   | 1 (18 Wo.)        | 18     |

| ChartsJahrescharts (1997)    | Platzierung |
| ---------------------------- | ----------- |
| Vereinigtes Königreich (OCC) | 22          |

| ChartsJahrescharts (1998)      | Platzierung |
| ------------------------------ | ----------- |
| Vereinigte Staaten (Billboard) | 69          |

### Auszeichnungen für Musikverkäufe
| Land/Region                  | Auszeichnungen für Musikverkäufe (Land/Region, Auszeichnung, Verkäufe) | Verkäufe  |
| ---------------------------- | ---------------------------------------------------------------------- | --------- |
| Australien (ARIA)            | Gold                                                                   | 35.000    |
| Frankreich (SNEP)            | Gold                                                                   | 250.000   |
| Neuseeland (RMNZ)            | Gold                                                                   | 5.000     |
| Vereinigte Staaten (RIAA)    | –                                                                      | 600.000   |
| Vereinigtes Königreich (BPI) | Platin                                                                 | 682.000   |
| Insgesamt                    | 3× Gold · 1× Platin ·                                                  | 1.572.000 |

Hauptartikel: Spice Girls/Auszeichnungen für Musikverkäufe